# Elektroteknik
Elektroteknik er en uddannelse, der eksisterer som civilingeniør-, kandidat- og universitetsingeniøruddannelse og fokuserer på områder inden for anvendt elektrofysik og ingeniørvidenskab, der udnytter elektricitet og elektromagnetisme. 
Nogle af de klassiske områder inden for elektroteknik er telekommunikation, medicinsk teknologi, elektronik, radar og stærkstrømsteknologi. Men da elektroteknik giver så bred en uddannelse, er ting som programmering, kunstig intelligens og produktionsøkonomi nu også med.